# Морозов, Евгений Михайлович (тренер)
Евгений Михайлович Морозов (12 января 1929, Ленинград — 23 марта 2021, Великий Новгород) — советский гребец и тренер по академической гребле, чемпион СССР (1950), участник Олимпийских игр (1952). Мастер спорта СССР (1950). Заслуженный тренер СССР (1969). Почётный гражданин Великого Новгорода (1999).

## Биография
Родился 12 января 1929 года в Ленинграде. В 1950 году выиграл чемпионат СССР по академической гребле в классе восьмёрок. В 1952 году в составе сборной команды СССР принимал участие в Олимпийских играх в Хельсинки, где в дисциплине двойки распашные с рулевыми вместе с Виктором Шевченко дошёл до стадии полуфиналов. В 1955 году окончил Ленинградский военный институт физической культуры и спорта имени В. И. Ленина.
С 1960 по 1963 год работал тренером-преподавателем областного совета ДСО «Спартак» в Куйбышеве. В 1963 году переехал в Новгород, где до 1989 года продолжал заниматься тренерской деятельностью в структуре ДСО «Спартак». С 1989 по 1993 год был директором СДЮШОР по гребле, в дальнейшем работал в ней тренером.
За свою тренерскую карьеру подготовил 13 заслуженных мастеров спорта, 16 мастеров международного класса, более 50 мастеров спорта. Наиболее высоких результатов среди его воспитанников добилась Нина Фролова — трёхкратная чемпионка Европы (1970, 1971, 1973), четырёхкратная чемпионка мира (1978, 1979, 1981, 1982), серебряный призёр Олимпийских игр (1980).
Умер 23 марта 2021 года на 93-м году жизни. Похоронен на Западном кладбище в Великом Новгороде. 

## Семья
В 1952—1973 годах был женат на двукратной чемпионке Европы по академической гребле Наталье Морозовой. Их дети также серьёзно занимались академической греблей, старший сын Александр (род. 1957) становился чемпионом мира среди юношей в классе четвёрок парных (1975). С 1973 года и до своего ухода из жизни в 2011 году женой Евгения Морозова была одна из его наиболее известных учениц Нина Быстрова.

## Награды
- Орден Трудового Красного Знамени
- Медаль «За трудовое отличие» (1968)
- Юбилейная медаль «За доблестный труд. В ознаменование 100-летия со дня рождения В. И. Ленина»
- Юбилейная медаль «В память 1150-летия Великого Новгорода»
- Юбилейная медаль «70 лет Победы в Великой Отечественной войне 1941—1945 гг.»
- Почётный знак «За заслуги в развитии Олимпийского движения в России»
- Почётный знак «За заслуги в развитии физической культуры и спорта»
- Знак «1150-летие зарождения российской государственности»
- Его имя занесено в Книгу Трудовой Славы Новгородской области
- Почётное звание «Заслуженный работник физической культуры Российской Федерации» (2010)[10]
- Знак «За заслуги перед Новгородской областью» (2014)[11]